# 라이트닝 네트워크
라이트닝 네트워크(Lightning Network, LN)는 비트코인 블록체인에 구축된 결제 프로토콜이다. 참여 노드(네트워크에서 독립적으로 운영되는 멤버) 간의 빠른 거래를 가능하게 하기 위한 것이며 비트코인 확장성 문제에 대한 솔루션으로 제안되었다.

## 역사
조셉 푼과 태디어스 드라이자는 2015년 2월에 라이트닝 네트워크 백서를 발표했다.
라이트닝 랩스는 2018년에 암호화폐 거래에 필요한 비용과 시간을 줄이기 위해 라이트닝 네트워크를 출시했다. 구체적으로 비트코인 블록체인은 초당 약 7개의 거래만 처리할 수 있다(초당 약 24,000개의 거래를 처리할 수 있는 비자 (기업)와 비교). 라이트닝 네트워크에 대한 초기 열광에도 불구하고 소셜 미디어에서 거래 실패, 보안 취약성, 과도한 복잡성에 대한 보고가 관심을 감소시켰다.
2019년 1월 19일, 익명의 트위터 사용자 hodlonaut는 신뢰할 수 있는 수신자에게 100,000 사토시(0.001 비트코인)를 보내어 라이트닝 네트워크의 게임과 같은 홍보 테스트를 시작했다. 각 수신자는 다음 신뢰할 수 있는 수신자에게 보내기 위해 10,000 사토시(당시 0.34달러)를 추가했다. "라이트닝 토치" 지불금은 전 트위터 A.K.A X CEO인 잭 도시, 라이트코인 창시자 찰리 리, 라이트닝 랩스 CEO 엘리자베스 스타크, 바이낸스 CEO "CZ" 창펑 자오 등 유명 인사에게 전달되었다.